# Numerus clausus

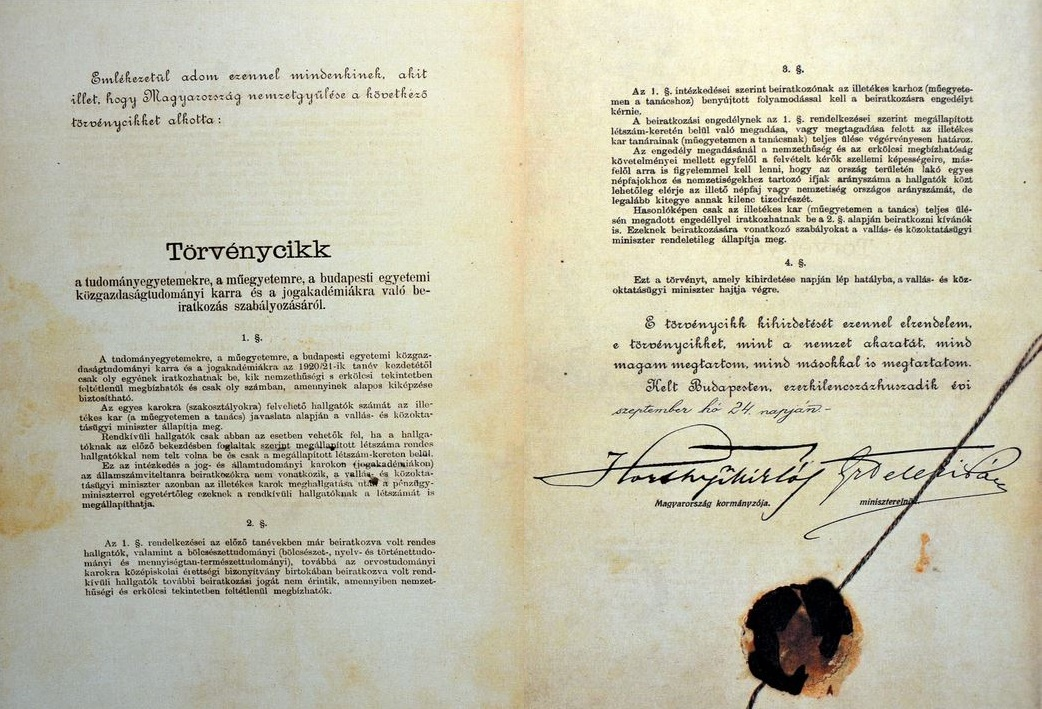
Az 1920-ban elfogadott magyarországi Numerus clausus

A numerus clausus (magyarul: „zárt szám”, értsd: korlátozott, maximált keretszám): 
- általános értelemben bármilyen maximált létszámkeretet alkalmazó szabály, törvény, legtöbbször egyetemi felvételekkel kapcsolatban
- a magyar közbeszédben a zsidóság egyetemi felvételi arányát korlátozó 1920. évi XXV. törvénycikk közkeletű elnevezése.

Numerus clausus szabályt leggyakrabban világszerte a zsidó hallgatók magas egyetemi felvételi arányának visszaszorítására alkalmaztak, de más etnikumokat is érinthetett (pl. az Egyesült Államokban feketéket, olasz-amerikaiakat). A numerus clausus hol hivatalos jogszabály, hol nem hivatalos egyetemi irányelv formájában jelentkezett.
Numerus clausus alkalmazására számos példa van a történelemben. A magas zsidó hallgatói arány korlátozására vezettek be numerus clausust különböző időtartamokra Oroszországban 1887–1917 között, az Amerikai Egyesült Államokban az 1920-as években (Harvard, Columbia, Yale, Pennsylvania), Kanada egyes egyetemein az 1920–1940-es években, Romániában 1926-ban. Németországban 1933-ban, Lengyelországban 1937-től (az 1923-as próbálkozást a Népszövetség meghiúsította).
Németországban numerus claususnak nevezik, hogy vannak olyan szakok az egyetemeken, amelyekre a társadalmi igényekhez mérten, kis létszámban vesznek fel hallgatókat.
A magyar numerus clausus-törvény (1920. évi XXV. törvénycikk) a Horthy-korszak egyik korai jogszabálya. Magyarországon „az oktatási tervszámgazdálkodás első dokumentuma”. A legnagyobb presztízsű (orvosi, jogi, műegyetemi, közgazdasági, tudományegyetemi) egyetemi karokon (jellemzően 30% feletti) 1920-ra kialakult magas zsidó hallgatói arányokat kívánta országon belüli számarányuknak megfelelő mértékre korlátozni. Összességében viszont 1920-ban 10,4%-os volt a zsidók aránya a felsőoktatásban. A törvény gyakorlati életbelépésének évében, 1921-ben pedig 11,6%.
A törvény másik célja az volt, hogy az 1918–19-es forradalmakban szerepet vállalókat kiszűrje az egyetemekről.
A törvény alapján a „magyarországi nemzetiségek és népfajok” tagjai csak a formálisan kimutatható számarányuknak megfelelő mértékben vehettek részt a felsőoktatásban.
E szabályozással a nem-zsidó, keresztény középosztályt szándékoztak segíteni, akiknek – köztük sok, háborúból visszatért fiatalnak – a Trianon után kialakult, munkanélküliséggel, lecsökkent egyetemi férőhelyekkel, sok, erős versenyt támasztó zsidó, illetve a háború alatt tanulmányokra készülő női hallgatójelölttel jellemezhető helyzetben megnehezült egyetemre jutásuk.
A törvényben a zsidó kifejezés nem szerepelt, de az akkori egyetemi felvételi arányok között ez értelemszerűen a zsidó származásúak magas számának korlátozására, és a nem-zsidó, keresztény magyar hallgatók arányának emelésére irányult. Az 1920-tól országosan 6%-os zsidóság számára az alsó korlátokról rendelkező törvény 15,4%-os felső korlátot jelentett.
A Népszövetség és nemzetközi zsidó szervezetek kezdettől folyamatos nyomást gyakoroltak a Bethlen-kormányra a törvény eltörlése érdekében, mely végül 1928-ban törölte a törvény zsidóság számára korlátozást jelentő, nemzetiségekre vonatkozó kitételét.
A következő években előbb 12%-ra emelkedett, majd ismét csökkent (1936–37-re 7,4% alá került) az izraelita vallású hallgatók aránya. Egyfelől a zsidók száma 1910 és 1930 között 30 ezerrel csökkent, illetve az izraeliták között a születési ráta 10%-kal visszaesett. 1930-ban már csak a lakosság 5,1% volt izraelita vallású. Másfelől a módosítás ellenére a zsidó hallgatók szűrése a felvételik gyakorlatában egyes egyetemek vezetésének beállítottságától függően továbbélt.

## Numerus clausus Magyarországon

### Előzmények, történelmi környezet
1919 után a többségi társadalomhoz hasonlóan az egyetemi fiatalság körében is megfigyelhető volt a zsidóság gazdasági és társadalmi előretörésével szembeni ellenérzés és a jelenség visszaszorításra irányuló igény. A zsidóság térnyerésének 19. század második felétől markánsabban zajló folyamatát tetézte 1914 után számos tényező, mint például a húszezer fős galíciai zsidó menekültáradat negatív jelenségei, a zsidó szervezetek elsősorban hittársaikat segélyező tevékenysége, amelyet más felekezetűek gyakran kirekesztésnek éreztek, a fekete- és lánckereskedelemben részt vett zsidók szerepének sajtóban és a közbeszédben történő megjelenése, valamint hogy a magyar közvélemény 1918–1919 eseményeit, de különösen a Tanácsköztársaságot, mint a zsidók hatalomra kerülését fogta fel („vörös terror = zsidó terror”). Az egyetemi ifjúság a zsidóság térnyerésének problémáját különösen életközeliként élte meg, mivel számukra a zsidó hallgatók magas aránya mindennapos tapasztalat volt. Különösen a jogi orvosi, műegyetemi és bölcsész karokon (30% fölött), míg a hasonló értelmiségi szakmákban 1910-ben Budapesten orvosoknál 59%, ügyvédeknél 61%, újságíróknál 48% volt a zsidók aránya.
A probléma 1918 után a Monarchia összeomlásával és a történelmi Magyarország széthullásával még súlyosabbá vált, tekintettel arra, hogy a győztesek által megszállt, majd a trianoni békediktátumban elcsatolt területekről a magyar értelmiségiek tömegesen repatriáltak, tarthatatlanná vált tehát, hogy az új határokon belüli – jellemzően budapesti – egyetemek még mindig „Nagy-Magyarországnyi” diplomást képezzenek. (A csőd szélén álló országban az anyagi vonzatokról már nem is beszélve.)
A szellemi szférában ennek megfelelően az 1919-20-as évben komoly konfliktushelyzet, a szó szoros értelmében vett kenyérharc alakult ki, mely az antiszemita hangok és indulatok megerősödéséhez vezetett.
A numerus clausus törvényt tehát orvoslásra váró, valós társadalmi probléma hívta életre. A háborúból hazatért vagy épp egyetemre igyekvő keresztény középosztálybeli fiatal férfiak azzal szembesültek, hogy a bejutás számukra jelentősen megnehezült. Az egyetemi helyekre már évtizedek óta nagy számú, jól felkészült zsidó fiatallal kellett versenyezniük. Ehhez jöttek a háború alatt tanulni tudó női felvételizők. Mindezt súlyosbította a trianoni döntéssel külföldre került pozsonyi és kolozsvári egyetemek miatt hirtelen lecsökkent egyetemi helyek száma, és hogy a háborúból visszatérők 1919-20 táján sokan egyszerre, feltorlódva jelentkeztek az egyetemekre.
A forradalomban szerepet játszókat kiszűrő, valamint a zsidó származásúak és a nők magas arányát visszaszorító törvény fő kezdeményezői a jobboldali radikális keresztény egyetemi bajtársi egyesületek (pl. Turul Szövetség) voltak, de a növekvő zsidó gazdasági és társadalmi térnyerés visszaszorításának igénye és annak részeként a numerus clausus-törvény széles körben társadalmi támogatásra talált.
A női hallgatói arány korlátozását a kormány a nők korlátlan felvételét lehetővé tevő Károlyi-rendelet eltörlésével, és a korábbi korlátozás visszaállításával gyorsan megoldotta, a zsidó hallgatói arány visszaszorítását pedig a numerus clausus törvénnyel szándékozott elérni.

### A numerus clausus-törvény megalkotása
A numerus clausus eredeti törvényjavaslatát Haller István vallás- és közoktatásügyi miniszter 1920. június 22-én nyújtotta be a nemzetgyűléshez. Az eredeti javaslat semmi mást nem tartalmazott, mint hogy az egyetemekre és főiskolákra annyi hallgató iratkozhat be, amennyinek alapos kiképzése biztosítható. E javaslat csak az újonnan felvettekre vonatkozott, az előző években beiratkozottak státuszát nem veszélyeztette. A törvényjavaslatot augusztusban megvitatta a pénzügyi és a közoktatási bizottság is, s a bizottságok együttes álláspontja szerint módosították a javaslatot, azzal a kiegészítéssel, hogy csak olyan hallgatók iratkozhatnak be, akik nemzethűségi és erkölcsi tekintetben feltétlenül megbízhatók. A kormányzó párt – Prohászka Ottokár székesfehérvári püspök elnökletével – először augusztus 11-én tárgyalta a törvényjavaslatot. A javaslatot Bernolák Nándor képviselő hevesen bírálta, s követelte a nemzetiségi, faji és vallási arányszámok nyílt szabályozását. A második tárgyalás – augusztus 24-én – már csak a Bernolák-féle javaslatot tárgyalta. A nemzetgyűlés a törvényjavaslatot szeptember 2-án kezdte tárgyalni. Usetty Ferenc azt hangsúlyozta, hogy a törvény elsődleges célja, a társadalmi szempontból veszélyes szellemi proletariátus kialakulásának megakadályozása, s nincs agresszív, csupán defenzív éle.
Maga Prohászka Ottokár az 1920. szeptember 17-én a Parlamentben elhangzott beszédében is hasonló magyarázatot adott arra, hogy álláspontja szerint miért van szükség a törvényre: „A mi problémánk nem abban áll, hogy a gentry tönkrement, hanem abban, hogy a helyét nem a magyar parasztságból felszívódott középosztály, hanem a zsidóság foglalta el. (…) Abban van a hiba, hogy túlsúlyba került. A mi egész nemzeti problémánk ebben áll. Ez nem antiszemitizmus, hanem faji önvédelem. Zsidó polgártársaim, ne vegyék ezt gyűlölködésnek, ne vegyék faji üldözésnek.”

### Tiltakozás a numerus clausus ellen
A törvény ellen többen is azzal tiltakoztak, hogy nem mentek el a szavazásra 1920. szeptember végén, így például Teleki Pál vagy Klebelsberg Kunó sem. A 219 fős nemzetgyűlésből összesen 64 képviselő vett részt a szavazáson. Közülük 57 képviselő (26%) szavazott a törvény mellett, 7 fő ellene. Többen nyíltan felemelték a szavukat. Berzeviczy Albert, a Magyar Tudományos Akadémia elnöke, vagy Szentgyörgyi Albert egyetemi tanár nemtetszésének adott hangot. A Kolozsvárról Szegedre áthelyezett egyetem rektora, Schneller István 1921-ben le is mondott, a törvényre hivatkozva.

### A numerus clausus-törvény tartalma
A numerus clausus-törvényként ismert 1920. évi XXV. törvénycikk két legfontosabb célja volt: megakadályozni a forradalmakban részt vett, felforgatónak tekintett személyek egyetemekre való bejutását, másrészt az elsősorban a legnépszerűbb egyetemi karokon feltűnően magas zsidó hallgatói arányt a zsidóság országos számarányának mértékére korlátozni. A fenti célok érdekében a törvény úgy fogalmazott, hogy a tudományegyetemekre, a műegyetemre, a budapesti egyetemi közgazdaság-tudományi karára és a jogakadémiákra való beiratkozás feltétele
- „a nemzethűség s erkölcsi tekintetben feltétlenül megbízhatóság”
- „másfelől arra is figyelemmel kell lenni, hogy az ország területén lakó egyes népfajokhoz és nemzetiségekhez tartozó ifjak arányszáma a hallgatók közt lehetőleg elérje az illető népfaj vagy nemzetiség országos arányszámát, de legalább kitegye annak kilenctizedrészét.” (1920. évi XXV.tc).

A törvény logikája szerint tehát az összes „magyarországi nemzetiségek és népfajok” tagjainak biztosítani kell, hogy országos számarányuknak megfelelő mértékben vehessenek részt a felsőoktatásban.
A törvény végrehajtási része nemzetiségnek minősítette a zsidókat, és 6%-os országos arányszámot állapított meg rájuk nézve. (A zsidók 1867 óta jogilag nem nemzetiségnek, hanem izraelita vallású, egyenlő jogokkal rendelkező magyar állampolgároknak számítottak.) A törvény nem vonatkozott visszamenőlegesen a már egyetemistákra, valamint nem érvényesült az 1919 előtt keresztény hitre tértekre, illetve az első világháborúban résztvevőkre sem.

A numerus clausus-törvény nem tartalmazta a zsidó szót, hanem általánosan, az összes, az ország területén lakó „népfajok és nemzetiségekhez tartozó ifjak arányszámának” az országos arányszámhoz igazítását, és nem a felső korlátot, hanem minden csoportnak az országos arányához képest legalább 9/10 résznyi egyetemi felvételét írta elő. A numerus clausus törvény tehát „zártszám” rendszerű felvételi szabályozást vezetett be a felsőoktatási intézményekben, kvótákat állított fel az országban élő „népfajok és nemzetiségek” nagysága szerint, gyakorlatilag kötelezően előírta az egyetemeken minden népcsoport képviseletét, az országos számarányoknak lényegében pontosan megfelelő arányban.
Fontos változás, hogy a törvény a zsidóságot vallási közösség helyett nemzetiségként definiálta, annak érdekében, hogy kikeresztelkedéssel ne lehessen kikerülni a korlátozást. Az 1867-es liberális szellemű emancipáció óta ugyanis a zsidók jogilag nem nemzetiségnek számítottak, hanem (egyenlő jogú) magyar állampolgároknak, akik vallásuk szerint az izraelita felekezethez tartoznak.
A numerus clausus korlátozást – szándékának megfelelően – az 1920 előtti időszakra kialakult arányokhoz képest természetesen a zsidó felvételizők számára jelentett, akik addig az orvosi, jogi és műegyetemre, a közgazdaság-tudományi és tudományegyetemi karokra messze a zsidóság országon belüli arányánál magasabb arányban jutottak be.
A zsidó hallgatók aránya csupán az említett, legnépszerűbbnek számító egyetemeken volt nagyon magas. Az összes felsőoktatási karra vetítve átlagosan 1920-ban csak 10,4% zsidó hallgató volt, tehát a zsidóság aránya más, kevésbé népszerű karokon – elméletileg – még a numerus clausus életbelépése után is emelhető lett volna.
A zsidók aránya az egyetemi és főiskolai hallgatók között:
| - 1920: 10,4% - 1921: 11,6% - 1922: 11,2% - 1923: 10,4% | - 1924: 9,5% - 1925: 8,9% - 1926: 8,2% - 1927: 8,0% | - 1928: 8,4% - 1929: 9,0% - 1930: 10,0% - 1931: 11,9% | - 1932: 12,0% - 1933: 11,1% - 1934: 9,7% - 1935: 8,1% |

A Keresztény Nemzeti Egységpárt programnyilatkozata egy évvel a numerus clausus-törvény keresztülvitele után így határozta meg a törvény mögötti szándékot: „a Keresztény Nemzeti Egyesülés Pártja Haller István kultuszminiszter segítségével keresztülvitte egy olyan törvény megalkotását, amelynek értelmében az egyetemeken csak annyi lehet a zsidó tanuló, amennyi a zsidóságnak a száma az ország egész lakosságához viszonyítva.”
Népszámlálási adatok a trianoni határokon belüli izraelita (zsidó) vallású számáról, számarányáról:
| Népszámlálás 1910 1920 1930 | Izraelita vallásúak (ezer fő) 471 473 445 | Izraelita v. aránya (%) 6,2 5,9 5,1 | Összlakosság (ezer fő) 7 612 7 987 8 685 |

### Külföldi nyomás, a törvény módosítása 1928-ban
A törvény elfogadását követő években francia, angol és amerikai nemzetközi zsidó szervezetek a Népszövetségen keresztül folyamatos nyomást gyakoroltak a Bethlen-kormányra a törvény eltörlése érdekében. Végül a törvény megalkotása után 8 évvel, 1928-ban a Bethlen-kormány törölte a törvény nemzetiségek korlátozását jelentő kitételét (1928. évi XIV. törvénycikk). A módosítást követő években az 1927–28-as 8%-ról 1932–33-ra 12%-ra emelkedett az izraelita vallású hallgatók aránya az egyetemeken, majd ismét csökkenve 1936–37-re 7,4% alá került. A zsidó hallgatók szűrése tehát a felvételik gyakorlatában a módosítás ellenére egyes helyeken továbbélt, mivel több egyetem vezetése általában keresztény-nemzeti beállítottságú volt, valamint 1928-ra valamennyi egyetemen és minden értelmiségi szakmán belül kiépültek azok a fajvédő szervezetek, amelyek – most már Bethlennel is szembehelyezkedve – igyekeztek elérni az egyetemeken, hogy továbbra is a numerus clausus törvény eredeti szellemében, a zsidó hallgatói arányok országos számarányon tartása mellett működjenek.
A numerus clausus fontos védelmezője volt a Turul Szövetség, a 20-as évek második felére Magyarország legnépszerűbb és legnagyobb tagszámmal bíró, fiatalokat, egyetemistákat tömörítő ifjúsági szervezete. A Turul Szövetség egyik fő irányelve az 1920-as numerus clausus gyakorlati megvalósítása, illetve a törvény 1928-as „meggyengítése” után az addig elért, lecsökkentett felvételi számarányok megvédése volt.

### A numerus clausus hatására bekövetkezett változások a hallgatói állományban
Becslések szerint 1920 és 1945 között mintegy hatezer zsidó fiatalt szorított ki a magyar felsőoktatásból a numerus clausus törvény, s az se hatott kedvezően a jövő értelmiségének szakmai színvonalára, hogy a helyükre érkező hallgatók kevésbé jó érettségi átlaggal rendelkeztek.
Pár példa azokra a zsidó származású, s később a magyar kultúrában jelentős szerepet játszó zsidó entellektüelekre, akik a numerus clausus miatt külföldön kényszerültek tanulni: Szabolcsi Bence, a korszakos jelentőségű zenetudós, Pikler Emmi, gyermekgyógyász, pszichiáter, a Pikler Intézet alapítója, a magyar csecsemővédelem vezéralakja, de a "numerus clausus száműzöttje" volt Gottsegen György, az Országos Kardiológiai Intézet névadója is. (A teljesség kedvéért érdemes egy ellenpéldát is megemlíteni. Pach Zsigmond Pál történész, iskolateremtő tudós, aki egy ideig a Magyar Tudományos Akadémia elnöki tisztét is betöltötte, s az MTA Történettudományi Intézetének egyik alapítója volt, a középiskolai latin versenyen első helyezést ért el, s ennek köszönhetően a numerus clausus ellenére is felvették az egyetemre. 1943-ban a Pázmány Péter Tudományegyetemen szerzett történelem-latin szakos középiskolai tanári oklevelet, majd ugyanott doktorált is.)

### A numerus clausus mai értékelése
A numerus clausus napjaink közvéleményét is megosztja: van, aki a szélsőséges magyar antiszemitizmus jeleként értékelik, mások a korra jellemző, más országokban is szokásos törvényként tartják számon.
A jelenkori történetírás egy része a numerus clausus-törvényt a későbbi zsidótörvények előzményének ("nulladik zsidótörvény"-nek) tekinti, kiemelve, hogy az 1920-as törvény a keresztény hitre tért zsidókat nem kereszténynek, hanem zsidónak tekinti akkor is, ha papírjaikon keresztény vallás szerepel.
Kovács M. Mária történész és Komoróczy Géza hebraista egyértelműen „nulladik” zsidótörvénynek, tehát az 1938 és 1941 közötti, a hitleri Németország hatására bevezetett jogkorlátozások szellemi elődjének minősítette a Teleki-kormány ezen intézkedését.
Konok Péter történész értékelése szerint is joggal nevezhető az „egyik első zsidótörvénynek Európában”.
Schmidt Mária történész is kritikai attitűddel szemléli a numerus clausus-törvényt: „Ez a törvény elsőnek ütött rést a magyar zsidóság feltétel nélküli jogegyenlőségének és emancipációjának elvén.”
Ungváry Krisztián történész ugyanakkor rámutat, hogy a numerus clausus, jóllehet nagy károkat okozott a hazai tudományos és társadalmi életben, nem kizárólag speciális magyar jelenség, hanem a korabeli kirekesztő korszellem terméke volt. (Előzményeként említi a 19. századi orosz, ill. román numerus claususokat, melyek úgyszintén korlátozták a zsidók továbbtanulását. Megemlíti, hogy Lengyelország például 1922-ben vezetett be hasonló korlátozó lépéseket.)
A fentiektől leginkább eltérő véleményt Gergely Jenő történész fogalmazta meg, aki szerint a törvény valóban „súlyos sérelmét jelentette az alapvető emberi szabadságjogoknak”, ám ennek ellenére „nem tekinthető ún. zsidótörvénynek, hiszen a nemzetiségek és »népfajok« ilyen irányú tanulmányokat végezni óhajtó tagjait érintette, és nem kollektíve volt diszkriminatív.”
Szakály Sándor történész, a Veritas Történetkutató Intézet főigazgatója így vélekedik: „A törvény az összlakossághoz mért arányt vette alapul. (…) Trianon után voltunk. Az elcsatolt területekről rengeteg középosztálybeli magyar menekült Magyarországra. A numerus clausus az ő helyzetükön kívánt segíteni. Nem osztom azt az álláspontot, miszerint a numerus clausustól egyenes út vezetett Auschwitzig, és nem tekintem a nulladik zsidótörvénynek”.
A Veritas Történelemkutató Intézetben 2014. november 4-én Hollósi Gábor, az intézet főmunkatársa, a téma ismert kutatója tartott előadást A numerus clausus és a magyar felsőoktatás, 1920–1944 címmel. Az előadásban Hollósi Gábor részletes elemzést adott a törvény belső ellentmondásairól (ahogyan ő nevezte: öngóljairól), majd kérdésre válaszolva, a törvénnyel kapcsolatos véleményét egy színskálával érzékeltette.
„Fehér színnel jelölném a felsőoktatásban a felvételi rendszer bevezetését – mondta. – Szürkés színű lehet a haza iránti hűség becsatolása, a tanácsköztársaság résztvevőinek kizárása. Egyértelműen fekete színnel jelölöm a nemzetiségi kvótát, mert az egyértelműen zsidóellenes volt, kontraszelekciót eredményezett. A keretszámrendszer nem működött. Elvárható lett volna a szélsőségek s az atrocitások kizárása. Összességében tehát negatív a numerus clausus megítélése”.
A Hollósi Gábor-féle előadást meghallgató szép számú közönség hozzászólásai is fontos aspektusokra hívták föl a figyelmet. Felvetődött például az a kérdés is, hogy az 1920-ban az ország lakosságának túlnyomó többségét kitevő parasztság fiai vajon milyen számban tudtak bejutni a felsőoktatásba. És az akkoriban létszámban egyre gyarapodó nagyipari munkásság gyermekei számára kínálkozott-e arra esély, hogy továbbtanulhassanak, s szüleik státuszánál magasabb pozícióba emelkedhessenek?

## „Numerus clausus” a szocializmus idején
Az. ún. "fordulat éve" (1948) után a hatalomra jutott kommunistákban is felmerült az igény, hogy az oktatásban (s azon belül a felsőoktatásban) új prioritásokat vezessenek be: a korábbi uralkodó osztály műveltségi monopóliumát megszüntessék, s a munkásosztály és a dolgozó parasztság gyermekeinek bekerülését elősegítsék. (Horváth Márton a Szabad Népben egyértelműen leszögezte, hogy: "Elérkezett az ideje annak, hogy a magyar nevelésügy legdöntőbb kérdéseit ne csak felvessük, hanem megoldjuk. Két ilyen kérdésre kell választ adnunk: mit tanítunk és kit tanítunk az iskolában?" A válasz az volt, hogy a hathatós állami intézkedéseknek köszönhetően a proletárszármazású tanulók száma megnőtt. Az oktatási intézmények szociális összetétele alapvetően megváltozott.)
Rendeletileg határozták meg, hogy kik vehetőek fel a felsőoktatásba. Kvóták rögzítették, mennyi munkás, paraszt, értelmiségi és „egyéb származású” kaphat lehetőséget a továbbtanulásra. A jelentkezésnél a tanulmányi eredmény mellett figyelembe vették az iskolai, üzemi vagy hivatali ajánlásokat is. Az 1950-es években elsősorban a kulák származásúak szenvedtek hátrányt. De az arisztokraták, a Horthy-rendszer idején magas rangot elért tisztségviselők, csendőrök, nyilasok gyermekei előtt sem nyíltak meg az egyetemek, főiskolák kapui.
A Kádár-korszakban is voltak, akik előnyt élveztek a felvételik során, mint például a Munkás-paraszt Hatalomért Emlékéremmel kitüntettek gyermekei. Az egyetemeken minden évfolyamra bekerültek SZET-esek, azaz szakmunkás előkészítő tanfolyamosok, amivel a munkásság értelmiségévé válását kívánták támogatni. Az egyes egyetemeken és főiskolákon jelentkező elnőiesedésre is reagáltak az érintett oktatási intézmények. Hallgatólagos megállapodással azonos pontszám esetén a fiúkat vették föl, s nem a lányokat.

## Numerus clausus a világ más országaiban

### Amerikai Egyesült Államok
Noha hivatalosan soha nem iktatták törvénybe, 1918 és az 1950-es évek között számos magánegyetem (köztük sok orvosi egyetem) bevezetett numerus clausust. A rendelkezések a hallgatók százalékokban vett számát szabályozták azok vallása és származása („faja”) alapján. A több érintett csoport közül az egyik itt is a zsidó közösség volt. Néhány új-angliai és New York-i egyetemen a felvételük mértéke jelentősen csökkent a késő 1910-es és az 1930-as években. Például, a Harvard Egyetemen (Harvard University) arányuk 27,6%-ról 17,1%-ra, míg a Columbia Egyetemen (Columbia University) 32,7%-ról 14,6%-ra esett. Hasonló intézkedéseket érvényesítettek az orvosi és fogászati felsőoktatási intézményekben, amelynek eredményeképp az 1930-as években a zsidó hallgatók száma jelentősen csökkent. A Cornell Egyetem Orvosi Karán (Cornell University School of Medicine) számuk az 1918–1922-es 40%-ról az 1940–1941-es 3,57%-ra, a Bostoni Egyetem Orvosi Karán (Boston University School of Medicine) az 1929–1930-as 48,4%-ról az 1934–1935-ös 12,5%-ra zuhant. Az időszakban említésre érdemes kivétel a Middlesex Egyetem, amely mind foglalkoztatott, mind oktatott zsidó származású embereket. Egyes iskolai tisztviselők úgy vélik, hogy az antiszemitizmusnak köszönhető, hogy az intézménynek nem sikerült AMA (American Medical Association – Amerikai Orvostudományi Társaság) akkreditációt szereznie.

### Lengyelország
1923-ban megpróbálták a zsidóságnak a felsőoktatásban való részvételi arányát korlátozni, de ez a Népszövetség ellenkezését váltotta ki. A húszas években végül is nem vezettek be törvényszintű numerus clausus szabályozást, viszont az egyetemek és főiskolák a kapukon belül maguk korlátozták a zsidó diákok számarányát. Később, 1937-ben ismét előtérbe került a kérdés: a zsidó származású egyetemi hallgatók számarányát 10%-ban maximálták. Ez az érték nagyjából megfelelt a zsidók hányadával az akkori lengyel népességében. (3 millió fő a 34 849 000 fős összlakossághoz képest.)